# Sialia
A Sialia a madarak osztályának verébalakúak (Passeriformes) rendjébe és a rigófélék (Turdidae) családjába tartozó nem.

## Rendszerezésük
A nemet William Swainson írta le 1827-ben, az alábbi 3 faj tartozik ide:
- hegyi kékmadár (Sialia currucoides)
- vörösbegyű kékmadár (Sialia sialis)
- mexikói kékmadár (Sialia mexicana)

## Előfordulásuk
Amerika területén, főleg Észak-Amerikában honosak. Természetes élőhelyeik a tűlevelű erdők, mérsékelt övi erdők, szubtrópusi vagy trópusi hegyi esőerdők, cserjések és füves puszták, valamint szántóföldek és ültetvények. Vonuló fajok.

## Megjelenésük
Testhosszuk 16,5–21 centiméter közötti. Tollazatuk nagyobb része kék, a tojók színe kevésbé élénk.

## Életmódjuk
Tavasszal és nyáron főként ízeltlábúakkal táplálkoznak, ősszel gyümölcsöket és magvakat is fogyasztanak.